# Tristan Honsinger

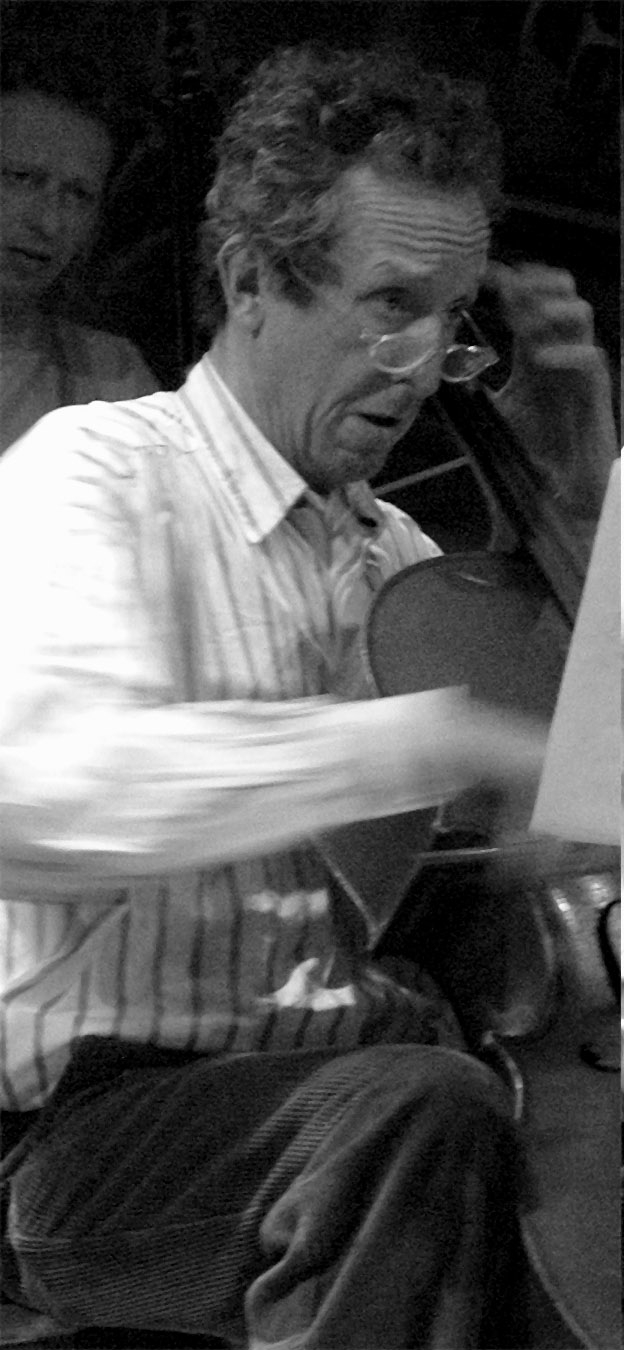
Honsinger en 2004

Tristan Honsinger (23 de octubre de 1949 - 5 de agosto de 2023) fue un violonchelista estadounidense activo en el free jazz y la improvisación libre. Quizás sea mejor conocido por su larga colaboración con el pianista de free jazz Cecil Taylor y el guitarrista Derek Bailey.
Nacido en Burlington, Vermont, Estados Unidos, Honsinger recibió lecciones de música desde muy temprana edad, ya que su madre tenía esperanzas de crear una orquesta de cámara junto con su hermano y su hermana. A la edad de 12 años, Tristan daba conciertos casi semanalmente. Estudió violonchelo clásico en el Conservatorio de Nueva Inglaterra en Boston  antes de trasladarse a Montreal en 1969 para evitar el reclutamiento. Mientras estaba en Canadá, se interesó por la música de improvisación. Honsinger se mudó a Europa en 1974 y estuvo activo en todo el continente. Operó desde Amsterdam en los Países Bajos.
Honsinger tenía una apariencia llamativa, con un lenguaje corporal que recordaba al de un actor de payasadas.
Honsinger experimentó con una combinación de tres músicos de cuerda (violín, violonchelo y contrabajo) y batería en 1991, bajo el nombre de Fields in Miniature, y trabajó en otros campos musicales, incluidas colaboraciones con la banda británica de post punk The Pop Group en 1979., The Ex a principios de la década de 1990 y el Ig Henneman Tentet.
Según el periodista holandés del Volkskrant Erik van de Berg, "Honsinger no ha perdido por completo su fantasía infantil. Sus composiciones son como los dibujos de un niño, o incluso más como una historia de Winnie The Pooh: incómodas y conmovedoramente simples, pero llenas de de significados más profundos para aquellos que quieran verlos ". En el mismo artículo, Honsinger comentó: "Me fascinan las cosas simples, las historias simples y los personajes simples. No es que escribo para niños en particular, pero creo que lo entenderían muy bien. Bueno, normalmente obtengo las mejores reacciones de una audiencia con una buena mezcla de niños y adultos. No me gusta tocar para un grupo de edad en particular. Es casi una necesidad para mí componer en forma de historias y textos. Me da ideas y ayuda a los músicos en su improvisación si pueden pensar: esta historia es sobre un hombrecito que sale a caminar y experimenta esto, aquello y lo otro. También ayuda al público, les da algo donde sostenerse. sobre. "
Tristan Honsinger murió en Trieste el 5 de agosto de 2023, a la edad de 73 años.

## Discografía (seleccionada)

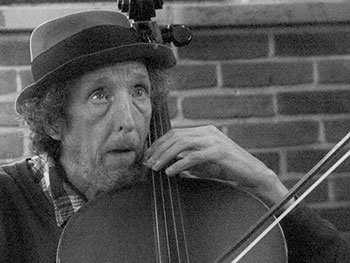
Tristán Honsinger - Festival de Jazz de Aarhus (Dinamarca 2012)

| Año  | Título                                | Sello                                       | Notas                                                         |
| ---- | ------------------------------------- | ------------------------------------------- | ------------------------------------------------------------- |
| 1976 | Duo                                   | Incus Records                               | Duo with Derek Bailey                                         |
| 1981 | Lavoro                                | Materiali Sonori                            | Duo with Sean Bergin                                          |
| 1988 | The Hearth                            | FMP/Free Music Production                   | Trio with Cecil Taylor and Evan Parker                        |
| 1988 | Alms/Tiergarten (Spree)               | FMP/Free Music Production                   | As part of Cecil Taylor European Orchestra                    |
| 1993 | Conduction #38: in Freud's garden     | New World Records                           | Under the direction of Butch Morris                           |
| 1995 | Instant                               | CrossTalk (US) / RecRec Music (Netherlands) | The Ex & Guests                                               |
| 1993 | Always a Pleasure                     | FMP/Free Music Production                   | As part of the Cecil Taylor Ensemble                          |
| 1996 | Almeda                                | FMP/Free Music Production                   | As part of the Cecil Taylor Ensemble                          |
| 1996 | Map of Moods                          | FMP/Free Music Production                   | With the Tristan Honsinger 5tet                               |
| 1998 | Lifting the Bandstand                 | Fundacja Słuchaj!                           | As part of the Cecil Taylor Quintet                           |
| 1999 | Incarnation                           | FMP/Free Music Production                   | Quartet with Cecil Taylor, Franky Douglas, and Andrew Cyrille |
| 2000 | A Camel's Kiss                        | Instant Composers Pool                      | Solo cello                                                    |
| 2003 | The Light of Corona                   | FMP/Free Music Production                   | As part of the Cecil Taylor Ensemble                          |
| 2011 | Stretto                               | FMP/Free Music Production                   | With guitarist Olaf Rupp                                      |
| 2012 | Hanam Quintet feat. Tristan Honsinger | Aut Records                                 | Hanam Quintet feat. Tristan Honsinger                         |
| 2021 | Small Talk                            | Setola di Maiale                            | Tristan Honsinger Italian octet                               |